# Kommissar für Handel
Der Kommissar für Handel ist das für die Außenhandelspolitik zuständige Mitglied der Europäischen Kommission. Da die Kommission in diesen Fragen sehr weitreichende Kompetenzen hat, gilt es als eines der wichtigeren Ressorts. So vertritt der Handelskommissar etwa die gesamte Europäische Union bei den Verhandlungen in der Welthandelsorganisation.

## Bisherige Amtsinhaber
| Kommissar              | Amtszeit  | Staat                  | nationale Partei | europäische Partei / politische Richtung |
| ---------------------- | --------- | ---------------------- | ---------------- | ---------------------------------------- |
| Maroš Šefčovič         | seit 2024 | Slowakei               | SMER             | parteilos                                |
| Valdis Dombrovskis     | 2020–2024 | Lettland               | Jaunais laiks    | EVP                                      |
| Phil Hogan             | 2019–2020 | Irland                 | FG               | EVP                                      |
| Cecilia Malmström      | 2014–2019 | Schweden               | Liberalerna      | ALDE                                     |
| Karel De Gucht         | 2010–2014 | Belgien                | Open VLD         | ELDR                                     |
| Benita Ferrero-Waldner | 2009–2010 | Österreich             | ÖVP              | EVP                                      |
| Catherine Ashton       | 2008–2009 | Vereinigtes Königreich | Labour           | SPE                                      |
| Peter Mandelson        | 2004–2008 | Vereinigtes Königreich | Labour           | SPE                                      |
| Pascal Lamy            | 1999–2004 | Frankreich             | PS               | SPE                                      |
| Leon Brittan           | 1993–1999 | Vereinigtes Königreich | Conservatives    | ED                                       |
| Frans Andriessen       | 1989–1993 | Niederlande            | CDA              | EVP                                      |
| Willy De Clercq        | 1985–1989 | Belgien                | PVV              | ELDR                                     |
| unbesetzt              | 1973–1985 |                        |                  |                                          |
| Ralf Dahrendorf        | 1970–1973 | BR Deutschland         | FDP              | liberal                                  |
| Jean-François Deniau   | 1967–1970 | Frankreich             | UDF              | EVP                                      |